# جيروم هاريس
جيروم هاريس (بالإنجليزية: Jerome Harris)‏ هو عازف جاز أمريكي، ولد في 5 أبريل 1953 في فلاشينغ ‏ في الولايات المتحدة.

## وصلات خارجية
- جيروم هاريس على موقع ميوزك برينز (الإنجليزية)
- جيروم هاريس على موقع أول ميوزيك (الإنجليزية)
- جيروم هاريس على موقع ديسكوغز (الإنجليزية)